# مناظر المدينة

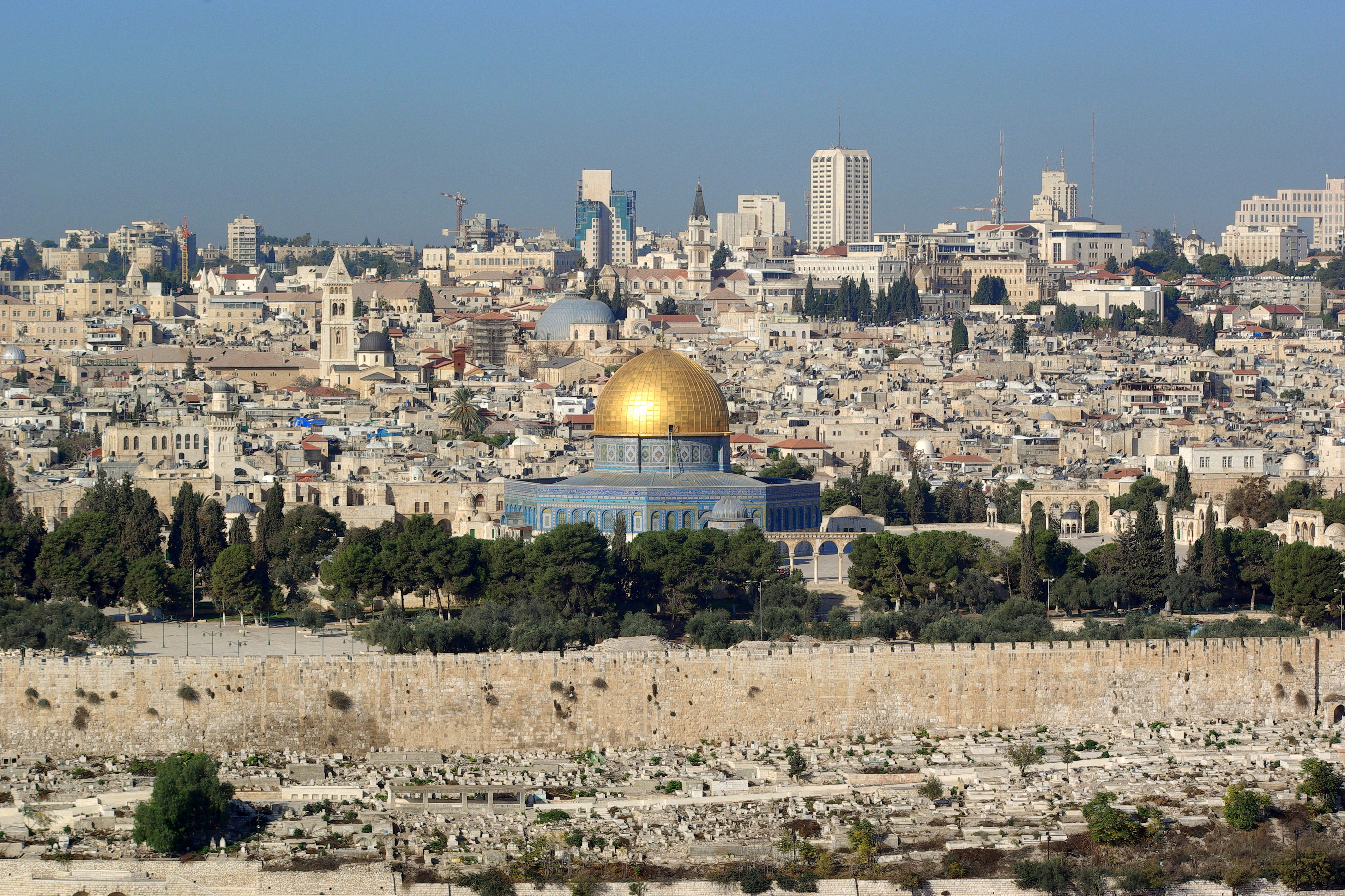
منظر لمدينة القدس المحتلة بتصوير فوتوغرافي من على جبل الزيتون

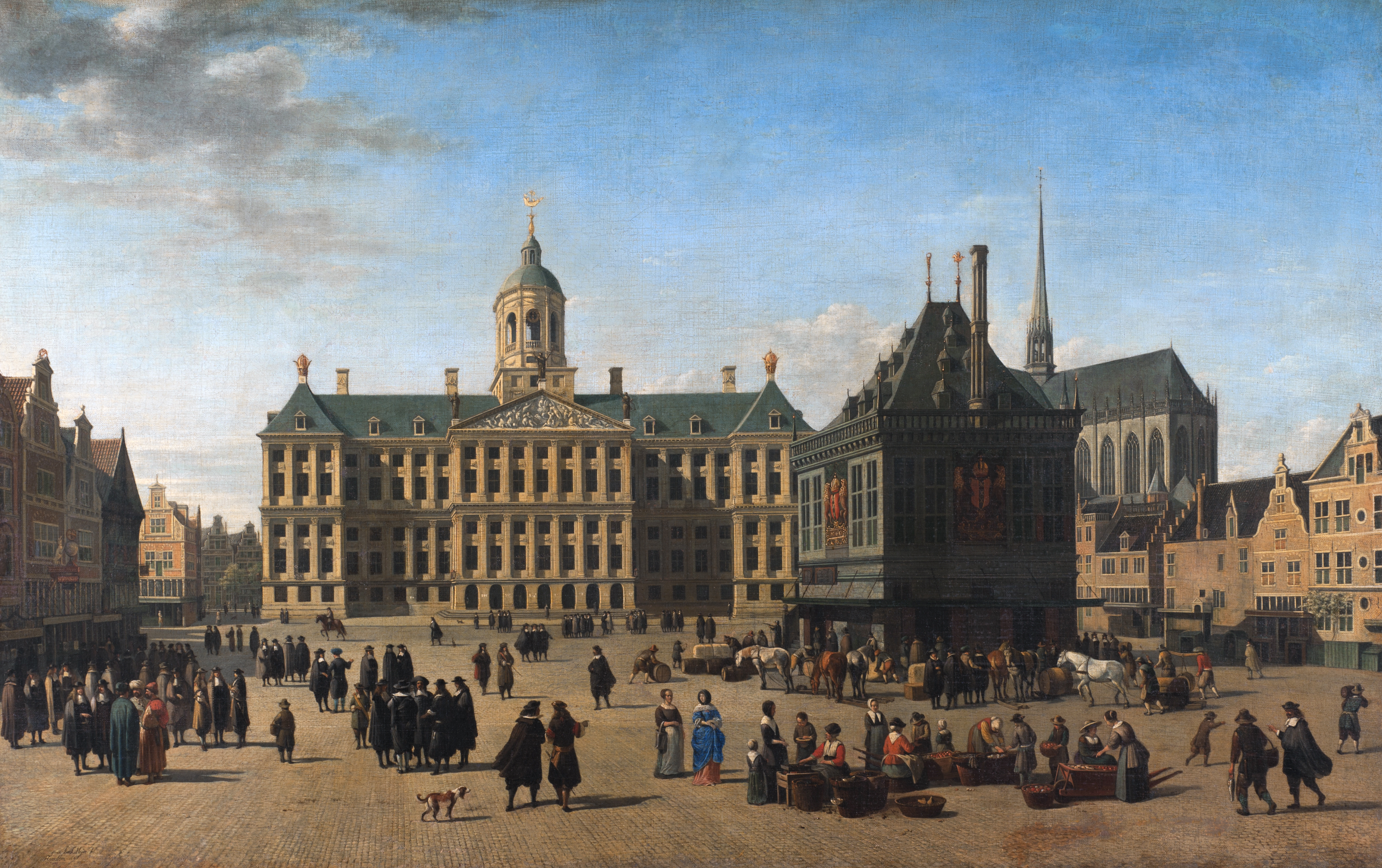
ساحة دام في أمستردام، بقلم جيريت أدريانز بيركهيد، ج. 1660

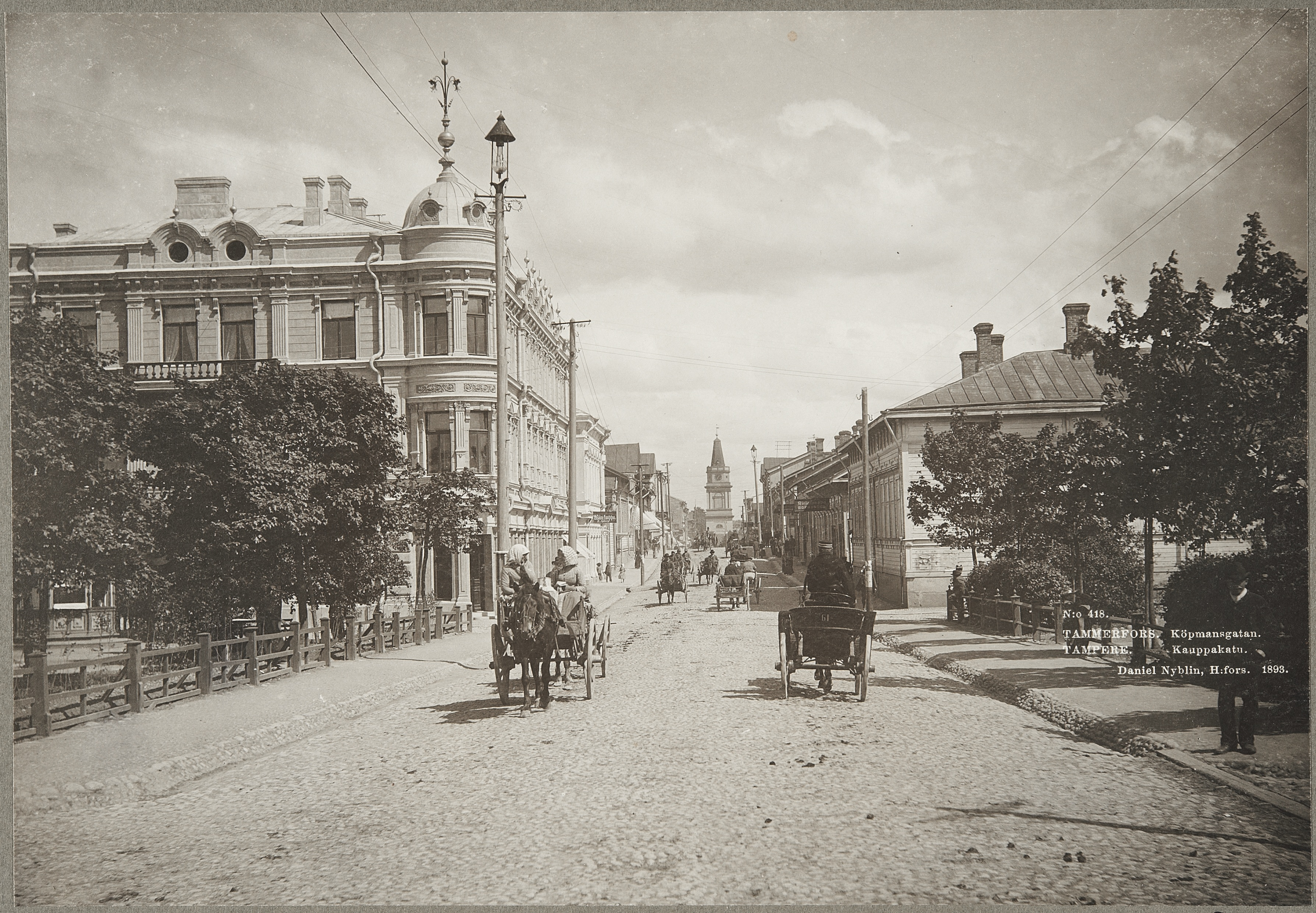
تامبيري ، فنلندا في تسعينيات القرن التاسع عشر

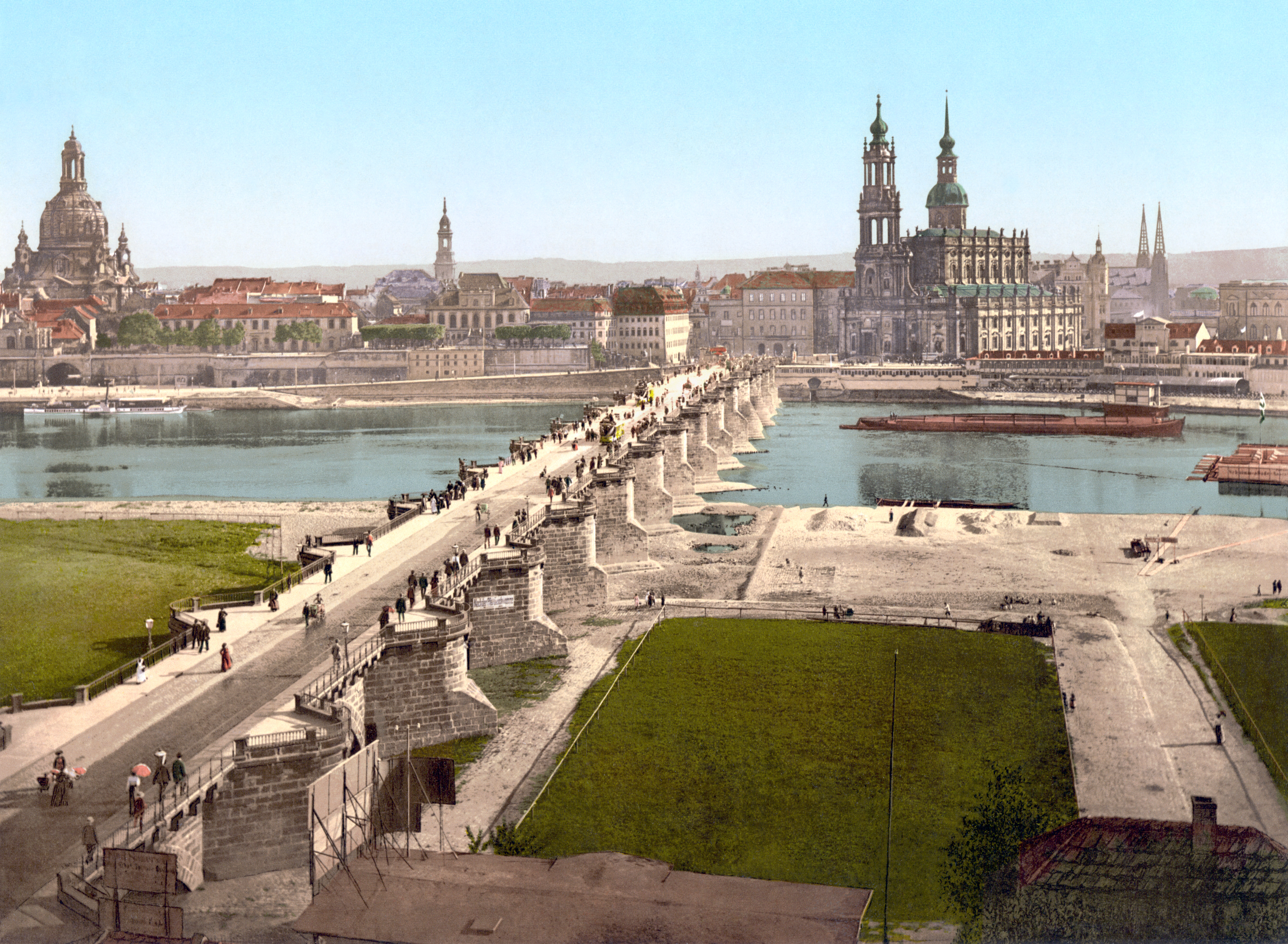
دريسدن ، ألمانيا في تسعينيات القرن التاسع عشر

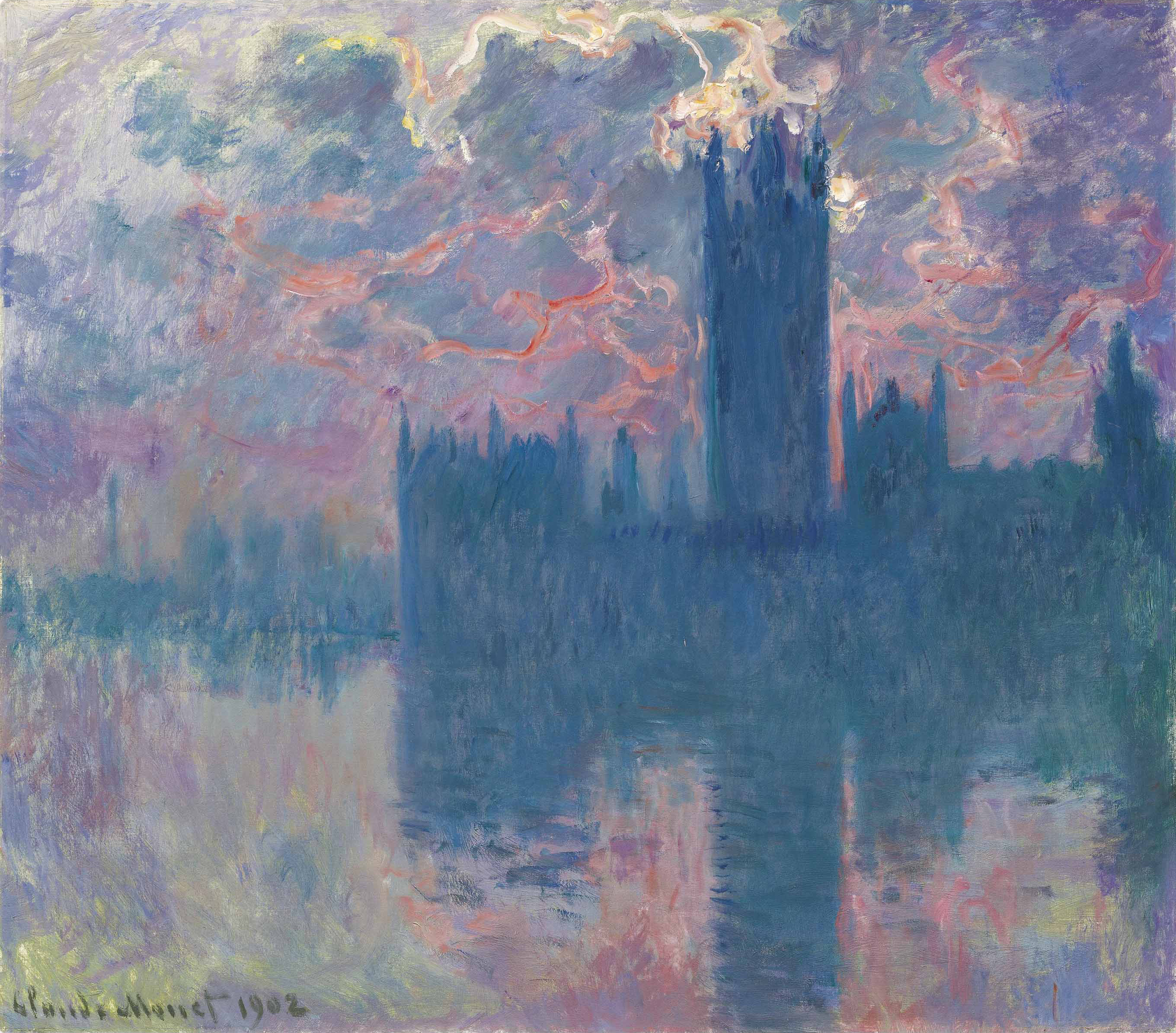
مجلسي البرلمان ، غروب الشمس ، 1902 ، بقلم كلود مونيه

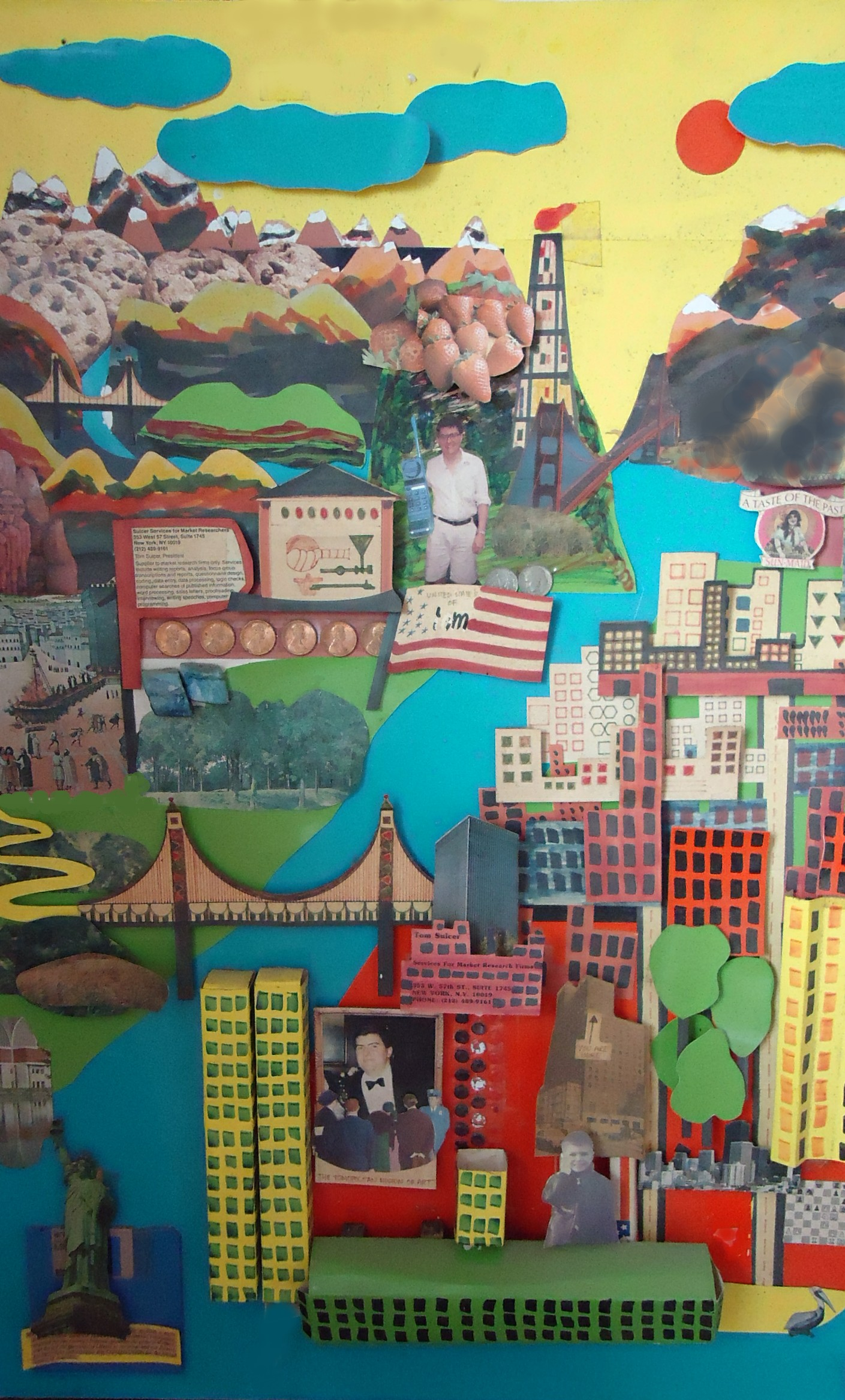
مظهر المدينة في نيويورك في الثمانينيات

مناظر المدينة أو مناظر الحضر (بالإنجليزية: Cityscape)‏في الفنون المرئية، يعد منظر المدينة (المناظر الحضرية) تمثيلًا فنيًا، مثل لوحة أو رسم أو طباعة أو صورة فوتوغرافية، للجوانب المادية لمدينة أو منطقة حضرية. إنه المقابل الحضري للمناظر الطبيعية. يعتبر مناظر الحضر مرادفًا تقريبًا لمناظر المدينة، على الرغم من أنه ينطوي على نفس الاختلاف في الحجم والكثافة الحضرية (وحتى الحداثة) الضمني في الاختلاف بين الكلمتين «مدينة» و «حضر» . في التصميم الحضري، تشير المصطلحات إلى تكوين الأشكال المبنية والفضاء الخلالي.

## تاريخ مناظر المدينة في الفن
من القرن الأول الميلادي، توجد لوحة جدارية في حمامات تراجان في روما تصور منظرًا من الأعلى لمدينة قديمة. في العصور الوسطى، ظهرت مناظر المدينة كخلفية للصور والمواضيع التوراتية. من القرن السادس عشر حتى القرن الثامن عشر، تم عمل العديد من المطبوعات والنقوش على الألواح النحاسية لإظهار المدن من منظور عين الطائر. كانت وظيفة هذه المطبوعات هي توفير نظرة عامة على الخريطة.
في الصين القديمة، تقدم االوحات الملفوفة مثل قينج مينج شانج تو منظرًا بانوراميًا للمدن المصورة.
في منتصف القرن السابع عشر، أصبح منظر المدينة نوعًا مستقلاً في هولندا. في كتابه المشهورمشاهد مدينة دلفت في 1660-1661 كان فيرمير قد رسم صورة دقيقة جدا من مدينة دلفت. أصبحت مدن مثل أمستردام وهارلم ولاهاي أيضًا موضوعات شهيرة للوحات. حذا الرسامون من دول أوروبية أخرى (مثل بريطانيا العظمى وفرنسا وألمانيا) حذو هولندا. كان القرن الثامن عشر فترة مزدهرة لرسم مناظر المدينة في البندقية (كاناليتو، غواردي).
في نهاية القرن التاسع عشر، ركز الانطباعيون على جو وديناميكيات الحياة اليومية في المدينة. كما أصبحت مناطق الضواحي والمناطق الصناعية ومواقع البناء وساحات السكك الحديدية موضوعات لمناظر المدينة. خلال القرن العشرين، أصبح الاهتمام مركزًا على الفن التجريدي والمفاهيمي، وبالتالي انخفض إنتاج مناظر المدينة. ابتكر الرسام الأمريكي إدوارد هوبر، الذي ظل مخلصًا للرسم التصويرية، صورًا مثيرة للاهتمام للمشهد الأمريكي. مع إحياء الفن التشكيلي في نهاية القرن العشرين، عادت مناظر المدينة. رسامو مناظر المدينة الأحياء المشهورون هم راكسترو داونز وأنطونيو لوبي غارسيا وريتشارد إيستس. ابتكرت الفنانة الأمريكية إيفون جاكيت مناظر المدينة الجوية.

## مجموعة مختارة من رسامي مناظر المدينة
| - الكسندر بيجروف - برناردو بيلوتو - يوهان بيرتلسن - جورج هندريك بريتنر - غوستاف كايليبوت - كاناليتو - إدوارد ليون كورتيس - جون أتكينسون جريمشو | - فرانشيسكو غواردي - تشايلد حسام - جان فان دير هايدن - اسحق اسرائيل - ماتيوس ميريان - جورجيا أوكيفي - كميل بيسارو - جاكوب لورانس | - بول سينياك - ألفريد سيسلي - جان فيرمير - بريان ويلان - جيمس ماكنيل ويسلر - جاي سي ويغينز - ستيفن ويلتشير |

## مواقع خارجية
- صور لمناظر المدينة